# Silvina Pereira
Silvina Pereira, född 31 oktober 1948, är en friidrottare från Brasilien. Hon deltog vid olympiska sommarspelen 1976.